# Erigone rohtangensis
Erigone rohtangensis Tikader, 1981 è un ragno appartenente alla famiglia Linyphiidae.

## Distribuzione
La specie è endemica dell'India.

## Tassonomia
È stato osservato solamente l'olotipo della specie nel 1981 e ad oggi, 2014, non sono note sottospecie.